# Kassorola
Kassorola è un comune rurale del Mali facente parte del circondario di San, nella regione di Ségou.

## Suddivisione amministrativa
Il comune è composto da 24 nuclei abitati:
- Koula
- Kouroubadougou-Kagoua
- Kouroubadougou-Peulh
- Kouroubadougou-Yalogosso
- Madina-Tabouakan
- Madina-Zaniekan
- Madina-Zankan
- Madina-Ziekan
- Nanani-Djire
- Nanani-Zankan
- Neguesso
- Nianasso (centro principale)

- Niwagasso
- Tieneresso
- Warasso
- Wereba
- Zalogosso I
- Zalogosso II
- Zamblala-Bola
- Zamblala-Kagoua
- Zamblala-Peulh
- Zamblala-Sokan
- Zangorosso
- Zeguere